# 木贼科
木賊科（Equisetaceae）是蕨類植物木賊目的一個科，包括一個現存屬和一個化石屬。木賊目是木賊綱下唯一的一目。木賊綱通常被單獨置於木賊門下，雖然一些現代的分子分析將它放在蕨類植物門，和合囊蕨綱相關。木賊門的其他綱目都是由化石的記錄中得知，而它們都是石炭紀時世界植物區系的重要成員。

## 分類
- 木贼属（Equisetum）：包含約20個物種。
- 似木贼属（Equisetites）†：外形和現代木賊屬一致，和新蘆木屬亦很相似[2]。

## 外部連結
- UCMP – Equisetaceae （页面存档备份，存于）